# بروس سميث (لاعب اتحاد الرغبي)
بروس سميث (بالإنجليزية: Bruce Smith)‏ هو لاعب اتحاد الرغبي نيوزيلندي، ولد في 4 يناير 1959 في Wairoa ‏ في نيوزيلندا.